# Dögerode
Dögerode ist ein Ortsteil der Einheitsgemeinde Kalefeld im Landkreis Northeim in Niedersachsen. Der Ort ist verkehrsgünstig wenige Kilometer von der Bundesautobahn 7 gelegen.

## Geschichte
Im Jahre 1418 wurde das Dorf erstmals urkundlich erwähnt. 
Dögerode wurde am 1. März 1974 in die Gemeinde Kalefeld eingegliedert. Im August 1981 wurde ein etwa 2 Meter großes, in den Fels geschlagenes Hakenkreuz aus dem benachbarten Wald durch Einsatz des Technischen Hilfswerkes entfernt. Bekannt wurde Dögerode im 20. Jahrhundert durch ein Zweigwerk der Rheinischen Kunststoffwerke und deren Produktionsstandort Kalefeld/Echte, auf dem Gelände eines ehemaligen Erzbergwerkes gelegen. Beeindruckend ist daran der weit sichtbare ehemalige Verladebunker mit einer Höhe von über 30 Metern.

## Politik

### Ortsrat
Dögerode hat einen Ortsrat der fünf Mitglieder umfasst. Bei der Kommunalwahl 2021 ergab sich folgende Sitzverteilung:
- Wgem. Dögerode (WGD): 5 Sitze

### Ortsbürgermeister
Ortsbürgermeister ist seit Juli 2018 Ralf Ziegenbein.

## Kultur und Sehenswürdigkeiten
- Die im Dorfkern stehende St. Georgskapelle wurde von 1891 bis 1892 erbaut.